# Sabrina Bryan
Sabrina Bryan, nacida Reba Sabrina Hinojosa (Yorba Linda, California, 16 de septiembre de 1984), es una actriz, bailarina y cantante estadounidense de ascendencia latina.

## Biografía

### Primeros años
Sabrina Bryan nació en Yorba Linda, California, siendo la segunda hija de Alfred Hinojosa, un hispano-mexicano, y de Kathy, una estadounidense de raíces alemanas e indias, más concretamente de la tribu de los Cheroqui. Vivió humildemente y sin grandes lujos, afirmando siempre que se sentía muy orgullosa de tener ascendencia hispana y que nunca ha intentado ocultarlo.

### Cambio de apellido
En 2007 empezó un proceso legal para cambiar su apellido por su hermano Bryan, nacido años antes que ella y a quien nunca llegó a conocer, que tras ser sometido a tres cirugías falleció a los pocos meses por una malformación cardiaca. "Tenía un hueco en el corazón", dijo entre lágrimas en una entrevista a la revista People. "A veces mi familia y yo miramos fotos suyas y nos emocionamos. A veces pienso que, si yo hubiera nacido en su lugar, me habría pasado a mí. Pero lo que más me apena, sin duda, es no poder haberle conocido. Justo por eso adopté su nombre como mi nuevo apellido. Pensé que usar su nombre era una manera de prolongar su vida a medida que yo prosperara como actriz".

### Vida personal
Está casada con Jordan Lundberg desde octubre de 2018. El 31 de agosto de 2020 dio a luz a su primera hija, Comillia Monroe. En noviembre de 2022 anunciaron que estaban esperando su segundo hijo. Su hijo, Ledger Grey, nació el 2 de mayo de 2023.

## Carrera profesional
Sabrina Bryan ha participado en diversas series de televisión, aunque sus aparición más importantes han sido en The Bold and the Beautiful, y en The Cheetah Girls. Además Bryan ha interpretado el tema BYou para Radio Disney y ha hecho un CD/DVD del mismo nombre, que contiene pasos de baile Hip-Hop y ejercicios de fitness para mantenerse en forma. El DVD/CD contiene un track exclusivo de Bryan, cantado en Spanglish, titulado "Vamos". También hizo el éxito de Disney "Move It!".

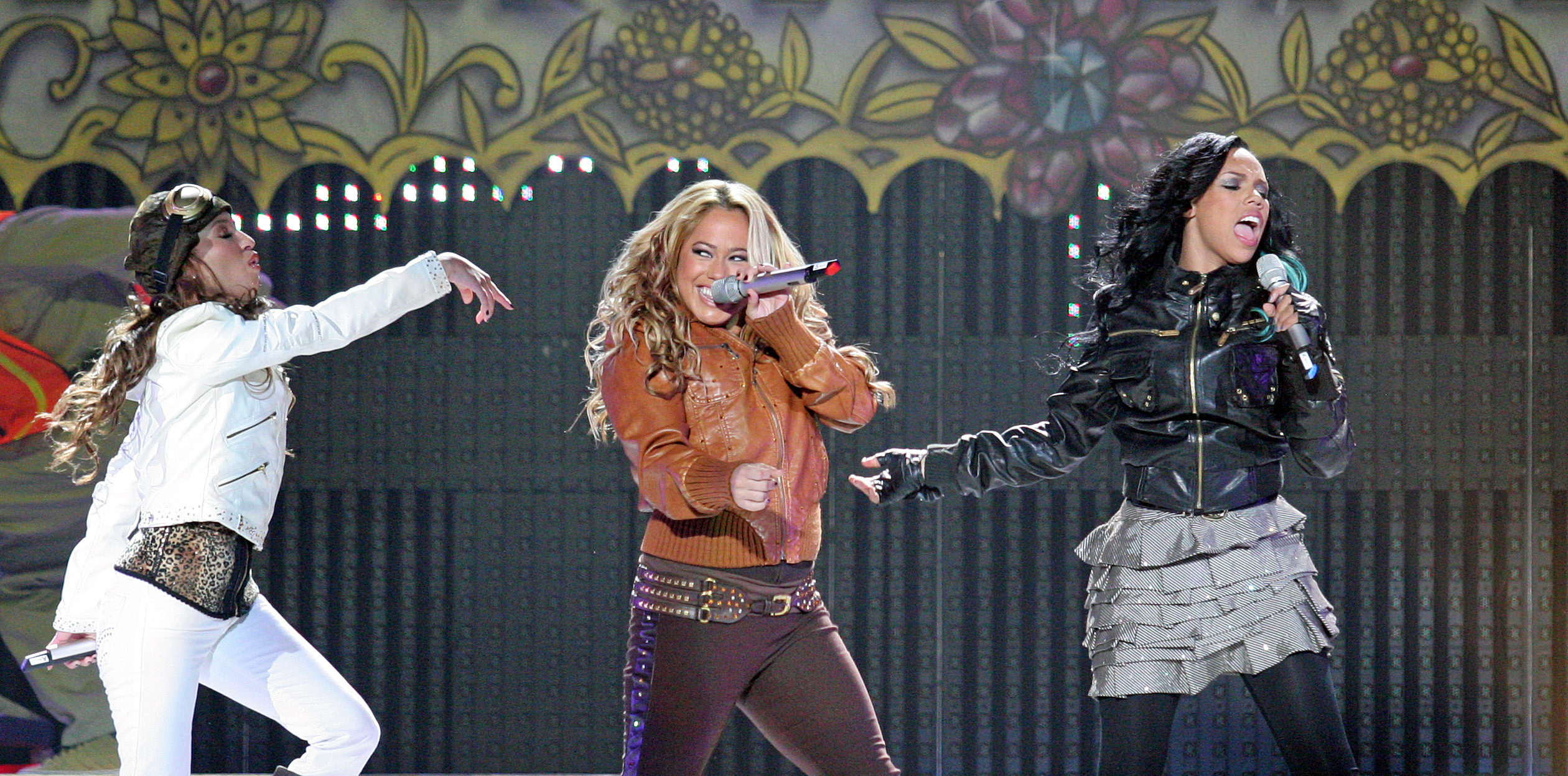
Sabrina junto a las otras Cheetah Girls en un concierto.

### The Cheetah Girls
Debido al éxito de la película de Disney The Cheetah Girls, Sabrina y sus compañeras Kiely Williams y Adrienne Bailon fundaron la banda The Cheetah Girls, aun así, su otra compañera Raven-Symoné decidió seguir con su carrera de cantante en solitario. En noviembre de 2005 el grupo grabó el CD Cheetah-licious Christmas. 
Tras el estreno de The Cheetah Girls 2, Bryan y su grupo grabaron el disco The Cheetah Girls 2 y realizaron una exitosa gira mundial. 
Tras el término de la gira el grupo volvió a reunirse para grabar el nuevo CD de la banda, titulado TCG (The.Cheetah.Girls).

### Dancing With The Stars
Bryan compitió en la 5 ª temporada de Dancing with the Stars. Sabrina y su pareja de baile profesional, Mark Ballas, recibieron una puntuación de 26 puntos de 30, la puntuación más alta obtenida por un concursante en la primera semana del programa.

## Filmografía
| Año       | Película                         | Personaje       | Notas                                                     |
| --------- | -------------------------------- | --------------- | --------------------------------------------------------- |
| 1996      | Mrs. Santa Claus                 | Fritzie         | Personaje principal. Película                             |
| 1999      | King's Pawn                      | Kelly           | Personaje principal. Película para TV                     |
| 2000      | Driving Me Crazy                 | Terry           | Personaje principal. Película para TV                     |
| 2001      | Grounded for Life                | Suzy            | Estrella invitada, 1 episodio.                            |
| 2001      | The Jersey                       | Angelina Renard | Estrella invitada, 1 episodio.                            |
| 2001      | The Geena Davis Show             | Tina            | Estrella invitada, 1 episodio.                            |
| 2002      | The Bold & The Beautiful         | Alisa Cordova   | Estrella invitada, 7 episodios, serie de TV               |
| 2003      | The Cheetah Girls                | Dorinda Thomas  | Protagonista. Película para TV Disney Channel             |
| 2006      | The Cheetah Girls 2              | Dorinda Thomas  | Protagonista. Película para TV Disney Channel             |
| 2007      | The Suite Life of Zack & Cody    | Ella misma      | Estrella invitada, 1 episodio, serie de TV Disney Channel |
| 2007      | Dancing with the Stars           | Ella misma      | Concursante, Reality Show ABC, Junto a Mark Ballas        |
| 2008      | Mostly Ghostly                   | Barbie          | Protagonista, película                                    |
| 2008      | The Cheetah Girls: One World     | Dorinda Thomas  | Protagonista. Película para TV Disney Channel             |
| 2009      | Help Me, Help You                | Sandy           | Personaje principal. Película                             |
| 2010—2012 | Pecezuelos                       | Pamela Hamster  | Estrella invitada, 3 episodios serie de TV Disney Channel |
| 2013      | Supah Ninjas                     | Andrea          | Estrella invitada, 1 episodio, serie de TV Nickelodeon    |
| 2013      | Par de Reyes                     | Stacey          | Estrella invitada, 7 episodios, serie de TV Disney XD     |
| 2014      | The Next Dance                   | Ivy             | Personaje principal, película                             |
| 2015      | I Think My Babysitter's an Alien | Senator Grant   | personaje principal, película directo a DVD               |
| 2019      | Dance Night Obsession            | Kate            | Protagonista, película                                    |